# کارلزبد (نیومکزیکو)
کارلزبد (به انگلیسی: Carlsbad) نام یک شهر در نیومکزیکو است.
پارک ملی حفره‌های کارلزبد در نزدیکی این شهر بیابانی قرار دارد.

## نگارخانه

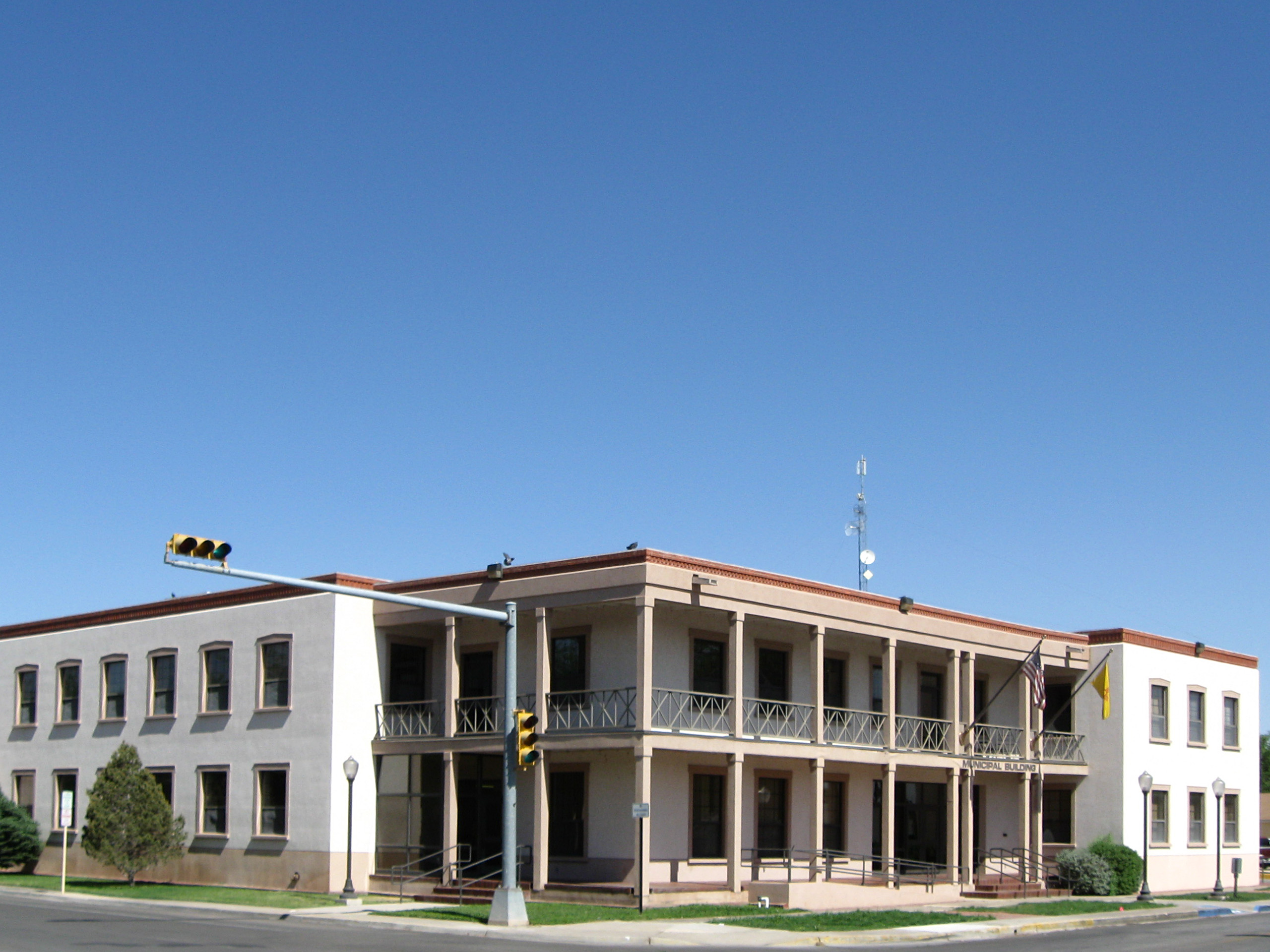
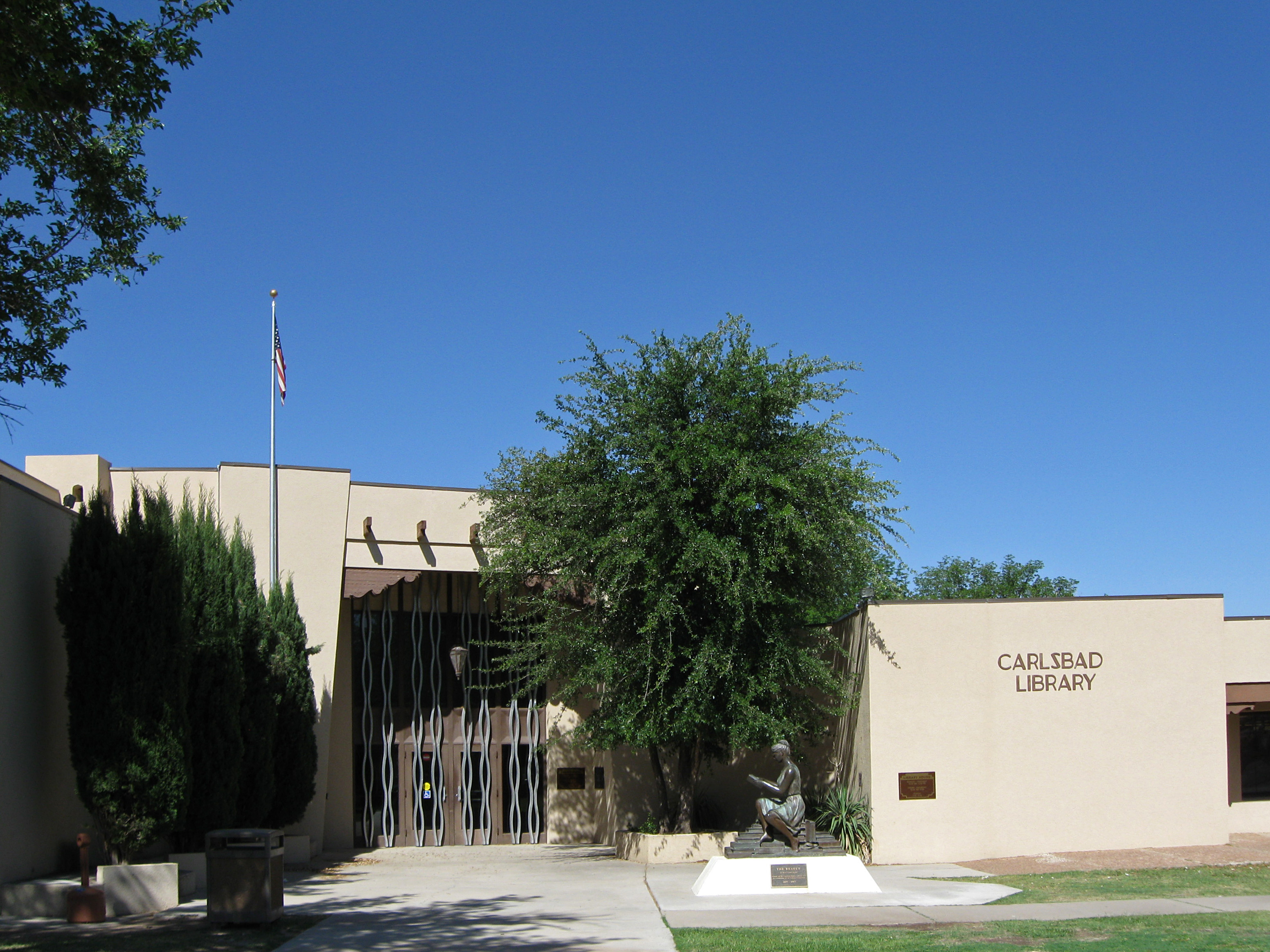
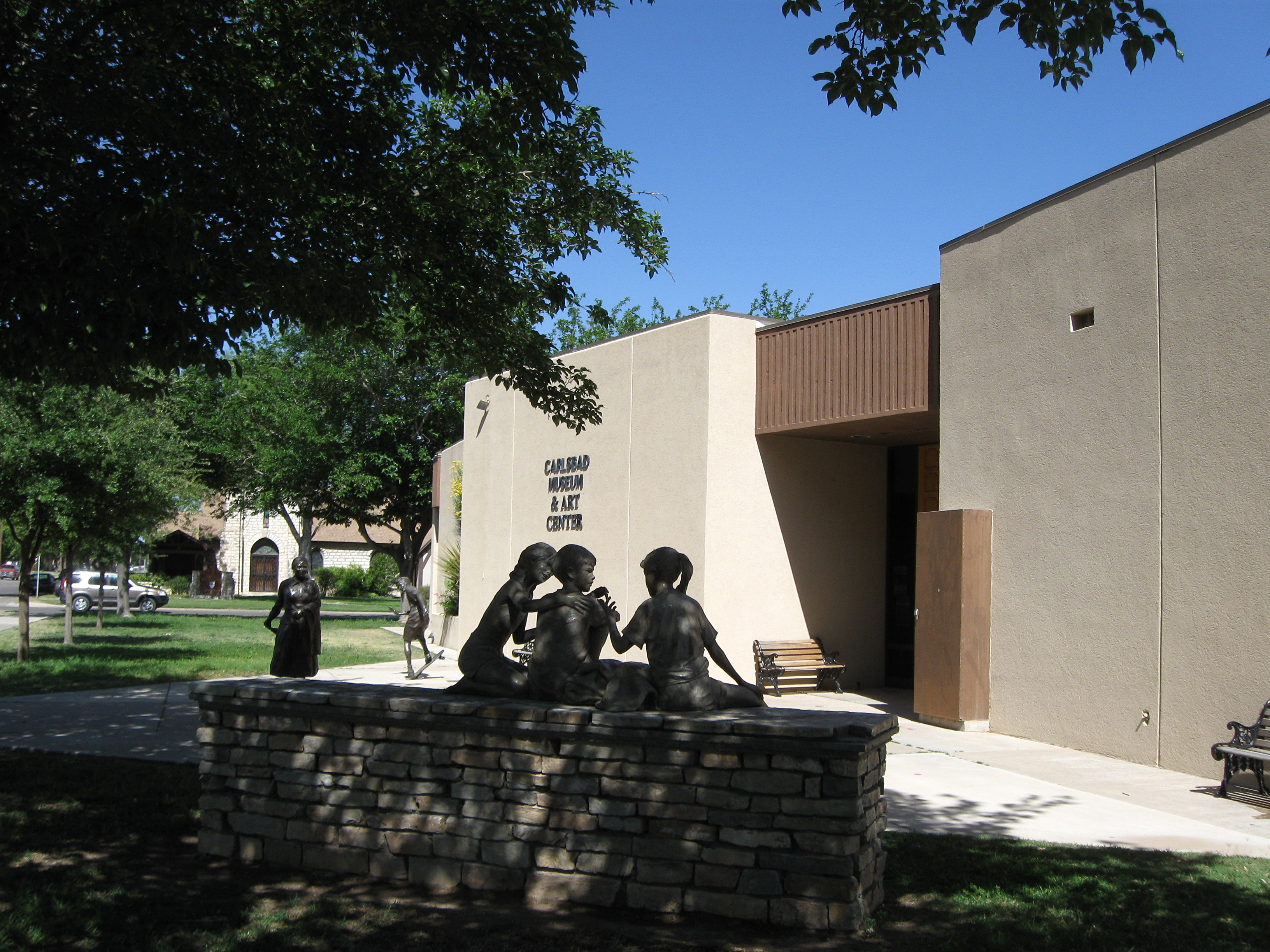
یک پارک شهری